# Tobias Borvin
Kent Tobias Borvin, född 12 juli 1975 i Uddevalla, är en svensk skådespelare och sångare.

## Biografi
Borvin hade planer på att bli sångare och sökte in på utbildning med inriktning sång och teater på Sundbybergs folkhögskola 1998–1999. Där väcktes intresset för teatern. 1999–2001 studerade han sång, dans och teater vid Wendelsbergs folkhögskola och han gick därefter Teaterhögskolan i Göteborg 2001–2005. Han tillhör Helsingborgs stadsteaters fasta ensemble. Vid sidan av skådespeleriet är han gitarrist och sångare i banden Suspekt.
Han är gift med Anna, född Eriksson, med vilken han har två söner.

## Filmografi
| År   | Roll           | Produktion       | Noter    |
| ---- | -------------- | ---------------- | -------- |
| 2005 | Jimmy          | Om två timmar    | Kortfilm |
| 2005 |                | Tokstolen        | Kortfilm |
| 2010 | Richard        | För kärleken     |          |
| 2019 | Martin Rytting | Den inre cirkeln | TV-serie |
| 2021 | Mannen         | Hilda            | Kortfilm |
| 2021 | Berusad kille  | Heder            | TV-serie |

## Teater

### Roller
| År   | Roll                                                           | Produktion                                                                         | Regi                        | Teater                                                        |
| ---- | -------------------------------------------------------------- | ---------------------------------------------------------------------------------- | --------------------------- | ------------------------------------------------------------- |
| 2003 | Howard Wagner                                                  | En handelsresandes död (Death of a Salesman) Arthur Miller                         | Göran Stangertz             | Helsingborgs stadsteater                                      |
| 2005 | Tybalt Balthasar                                               | Romeo och Julia (The Tragedy of Romeo and Juliet) William Shakespeare              | Thomas Segerström           | Romateatern                                                   |
| 2006 | Maximilian                                                     | Cabaret John Kander, Fred Ebb och Joe Masteroff                                    | Christian Tomner            | Helsingborgs stadsteater                                      |
| 2006 | Abel                                                           | Lavv Stefan Lindberg                                                               | Aslak Moe                   | Helsingborgs stadsteater                                      |
| 2007 | Orsino                                                         | Trettondagsafton (Twelfth Night, or What You Will) William Shakespeare             | Michael Cocke               | Helsingborgs stadsteater                                      |
| 2007 | Danceny                                                        | Farliga förbindelser (Les Liaisons dangereuses) Christopher Hampton                | Solbjørg Højfeldt           | Helsingborgs stadsteater                                      |
| 2007 | Skam                                                           | Potta Långhaka Mary Andersson                                                      | Martha Vestin               | Helsingborgs stadsteater på Fredriksdal museer och trädgårdar |
| 2008 | Josef                                                          | Borta bra hemma bäst Alma Kirlić                                                   | Anna Novovic                | Helsingborgs stadsteater                                      |
| 2008 | Toby                                                           | Everything goes - Man kan lika gärna leva! Dorothy Parker och Cole Porter          | Dan Kandell                 | Helsingborgs stadsteater                                      |
| 2009 | Oskar                                                          | Cancerbalkongen Marianne Goldman                                                   | Christian Tomner            | Helsingborgs stadsteater                                      |
| 2009 | Macheath                                                       | Tiggarens opera (The Beggar's Opera) John Gay                                      | Johan Wahlström             | Helsingborgs stadsteater                                      |
| 2009 | Kloker                                                         | Snövit och sju miffon Gunilla Boëthius                                             | Dan Kandell                 | Helsingborgs stadsteater                                      |
| 2010 | Karl                                                           | Hantverkarna (Håndværkerne) Line Knutzon                                           | Lasse Beischer              | Helsingborgs stadsteater                                      |
| 2010 | Manucci                                                        | Zéb-un-Nisá Willy Kyrklund                                                         | Karl Dunér                  | Helsingborgs stadsteater                                      |
| 2011 |                                                                | Allt som är ditt Anna Novovic                                                      | Anna Novovic                | Helsingborgs stadsteater                                      |
| 2011 | Vladimir                                                       | I väntan på Godot (En attendant Godot) Samuel Beckett                              | Rick Cluchey(en)            | Helsingborgs stadsteater                                      |
| 2011 |                                                                | Tjuvar (Diebe) Dea Loher                                                           | Anna Novovic                | Helsingborgs stadsteater                                      |
| 2012 | Filostrat Ärtblomma Peter Kvitten                              | En midsommarnattsdröm (A Midsummer Night's Dream) William Shakespeare              | Anna Novovic                | Helsingborgs stadsteater                                      |
| 2012 |                                                                | En kvinnas värde Ulf Dahlström                                                     | Jörgen Düberg               | Helsingborgs stadsteater/ Helsingør Theater(da)               |
| 2012 |                                                                | Den enfaldige mördaren Hans Alfredson                                              | Dennis Sandin               | Helsingborgs stadsteater                                      |
| 2012 |                                                                | Nils Holgerssons underbara resa Selma Lagerlöf                                     | Annika Kofoed               | Helsingborgs stadsteater                                      |
| 2015 |                                                                | Vår klass (Nasza klasa) Tadeusz Słobodzianek                                       | Anja Suša                   | Helsingborgs stadsteater                                      |
| 2015 |                                                                | Mio, min Mio Astrid Lindgren                                                       | Dennis Sandin               | Helsingborgs stadsteater                                      |
| 2016 |                                                                | Det blåser hela tiden Anders Duus                                                  | Michael Cocke               | Helsingborgs stadsteater                                      |
| 2016 |                                                                | Som ni vill ha det (As you Like it) William Shakespeare                            | Martha Vestin               | Helsingborgs stadsteater                                      |
| 2018 | Mats                                                           | Anna och Mats bor inte här längre Helena von Zweigbergk                            | Christian Tomner            | Helsingborgs stadsteater                                      |
| 2018 |                                                                | Figaros bröllop (La Folle Journée, ou Le Mariage de Figaro) Pierre de Beaumarchais | Moqi Simon Trolin           | Helsingborgs stadsteater                                      |
| 2018 | Vittne Krigare Jaquemin d ́Arc (bror) Jean d’Estivet (åklagare) | Jeanne d’Arc Annika Silkeberg                                                      | Annika Silkeberg            | Helsingborgs stadsteater                                      |
| 2019 | Emanuele Tiberi                                                | En alldeles särskild dag Bim Wikström och PO Nilsson                               | Annika Kofoed               | Helsingborgs stadsteater                                      |
| 2019 | Tims Halvor                                                    | Jerusalem Selma Lagerlöf                                                           | Madeleine Røn Juul(da)      | Helsingborgs stadsteater                                      |
| 2019 | Gunnar Wiklund                                                 | Känn dig lite happy Tobias Borvin                                                  | Annika Kofoed Tobias Borvin | Helsingborgs stadsteater                                      |
| 2020 | Sten Wall m.fl.                                                | Äppelkriget Hans Alfredson och Tage Danielsson                                     | Annika Kofoed               | Helsingborgs stadsteater                                      |
| 2020 | Tobias                                                         | Evigt ung (Ewig jung) Erik Gedeon                                                  | Adde Malmberg               | Helsingborgs stadsteater                                      |
| 2021 |                                                                | Antigone (Ἀντιγόνη) Sofokles                                                       | Örjan Andersson             | Helsingborgs stadsteater                                      |
| 2022 |                                                                | Gengångare (Gengangere) Hanna Nygren fritt efter Henrik Ibsen                      | Helle Rossing               | Helsingborgs stadsteater                                      |
| 2022 |                                                                | Flugornas herre (Lord of the Flies) William Golding                                | Johan Paus                  | Helsingborgs stadsteater                                      |
| 2022 |                                                                | Peter Pan J.M. Barrie                                                              | Kajsa Giertz                | Helsingborgs stadsteater                                      |
| 2024 |                                                                | Oceanen vid vägens slut (The ocean at the end of the lane) Neil Gaiman             | Maria Löfgren               | Helsingborgs stadsteater                                      |